# San Francisco Museum of Modern Art
San Francisco Museum of Modern Art (ang. Muzeum Sztuki Nowoczesnej w San Francisco, SF MOMA) – ośrodek sztuki w San Francisco, CA.
Muzeum zostało założone w 1935 roku przez Grace L. McCann Morley i jest obecnie największym muzeum tego typu na zachodnim wybrzeżu Stanów Zjednoczonych.
Muzeum ma charakter non profit i jest utrzymywane ze składek członkowskich, sprzedaży biletów wstępu oraz datków. Budynek muzeum został zaprojektowany przez szwajcarskiego architekta Mario Botta.

## Kolekcja

### Przykłady kolekcji
- Ocean Park #54 by Richard Diebenkorn. sfmoma.org. [zarchiwizowane z tego adresu (2010-10-06)].
- The Nest by Louise Bourgeois. sfmoma.org. [zarchiwizowane z tego adresu (2010-10-06)].
- The Flower Carrier by Diego Rivera. sfmoma.org. [zarchiwizowane z tego adresu (2011-05-10)].
- Frieda and Diego Rivera by Frida (Frieda) Kahlo. sfmoma.org. [zarchiwizowane z tego adresu (2010-10-06)].
- Collection (formerly Untitled) by Robert Rauschenberg. sfmoma.org. [zarchiwizowane z tego adresu (2010-10-06)].
- 1947-S by Clyfford Still. sfmoma.org. [zarchiwizowane z tego adresu (2010-07-27)].
- A Set of Six Self-Portraits by Andy Warhol. sfmoma.org. [zarchiwizowane z tego adresu (2010-09-02)].
- My Mother Posing for Me, from the series Pictures from Home by Larry Sultan. sfmoma.org. [zarchiwizowane z tego adresu (2010-10-06)].
- Untitled, Memphis by William Eggleston. sfmoma.org. [zarchiwizowane z tego adresu (2010-07-28)].
- Where There's Smoke Zig Zag chair (Rietveld) by Maarten Baas. sfmoma.org. [zarchiwizowane z tego adresu (2010-10-06)].
- Living Pictures / Men in Gold by Sylvie Blocher. sfmoma.org. [zarchiwizowane z tego adresu (2010-10-06)].
- THREE SCREEN RAY by Bruce Conner. sfmoma.org. [zarchiwizowane z tego adresu (2010-11-14)].
- Video Quartet by Christian Marclay. sfmoma.org. [zarchiwizowane z tego adresu (2010-10-06)].

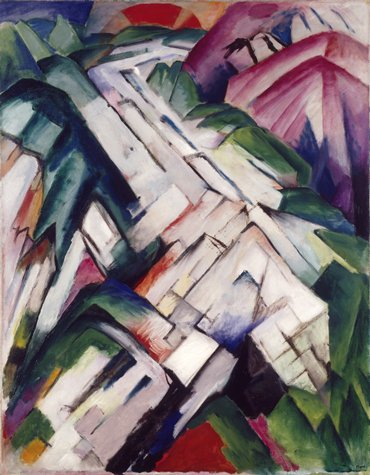
Franz Marc. Gebirge (Mountains), 1911-1912
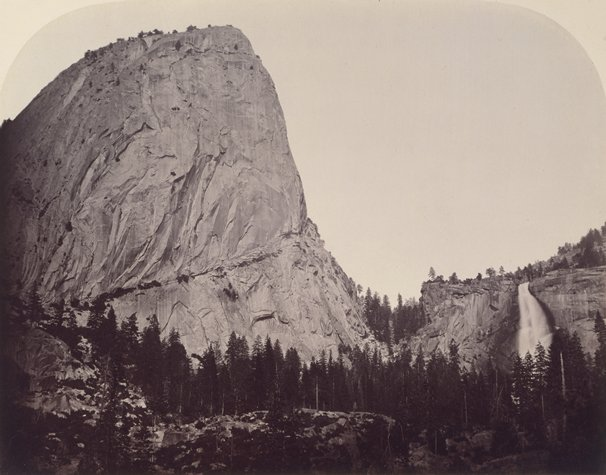
Carleton E. Watkins. Mt. Broderick, Nevada Fall, 700 ft., Yo Semite, 1861
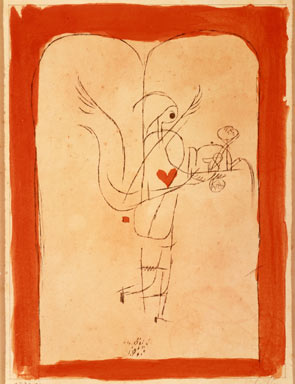
Paul Klee. A Spirit Serves a Small Breakfast, Angel Brings the Desired, 1920